# Cédric Ghorbani
Pour les articles homonymes, voir Ghorbani.
Cédric Ghorbani, né le 30 août 1977, est un auteur français de bande dessinée.

## Bandes dessinées publiées
- Id’Îles, Paquet, 1999[1].
- Le collège invisible, scénario d'Ange, Soleil :

1. Rebootum generalum, 2010.
2. Tyranum et mutations, 2012.
3. Sacretum graalus, 2013.
4. Gradum illusionum, 2014.
5. Quarantum Voleurum, 2015.
6. Burnem Witchæ Burnem, 2016.
7. Bouquetus finalum, 2020.

- Les Cancres, de Cédric Ghorbani (dessin), Gaby et Pijo (scénario), Soleil, collection Humour :
  - T1 : Cancre un jour..., 2006
  - T2 : En net progrès, 2008
  - T3 : Peut mieux faire..., 2009.